# Проказін Сергій Леонідович
Сергі́й Леоні́дович Проказін (3 листопада 1975, м. Термез, Сурхандар'їнська обл., Узбецька РСР, СРСР — 25 серпня 2023, біля с. Сінгури, Житомирська область) — український військовий льотчик, підполковник 40-ї бригади тактичної авіації Повітряних сил Збройних сил України. Учасник російсько-української війни.

## Життєпис
Мешканець Полтавської області.
Займався авіацією 24 роки. Служив льотчиком і заступником командира у складі 40-ї бригади тактичної авіації.
З початку російського вторгнення в Україну в 2022 році мав понад 100 годин бойових польотів, залучався до виконання повітряних операцій, серед них тактичних завдань на східному та запорізькому напрямках.
Загинув 25 серпня 2023 року під час зіткнення двох навчально-бойових літаків L-39, за штурвалом яких були майор В'ячеслав Мінка та майор Сергій Проказін біля с. Сінгури на Житомирщині. Разом із Сергієм Проказіним загинув капітан Андрій Пільщиков.
Посмертно Сергію Проказіну прсвоєно звання підполковника.

## Нагороди
- Орден «За мужність» III ступеня (посмертно) — за особисту мужність, виявлену у захисті державного суверенітету та територіальної цілісності України, самовіддане виконання військового обов'язку[6]